# 마누엘라 마샤두
마누엘라 마샤두(포르투갈어: Manuela Machado, 1963년 8월 9일 ~)는 포르투갈의 마라톤 선수로 1990년과 2000년 사이에 모든 주요 대회에서 마라톤에 참가했다.
그녀의 첫 메이저 대회였던 1990년 유럽 육상 선수권 대회 스플리트 경기에서 그녀는 10위를 했다.
그녀는 1991년 세계 육상 선수권 대회와 이듬해 바르셀로나 올림픽에서 모두 7위를 했다.
마샤두가 1993년 세계 육상 선수권 대회 마라톤에서 2위를 했을 때 메이저 대회에서 첫 메달을 획득했다.
그녀는 2년 후에 예테보리에서 열린 세계 육상 선수권 대회에서 우승을 거두었다.
1996년 애틀랜타 올림픽에서 그녀는 다시 한번 7위를 했다.
다음해 아테네에서 열린 세계 육상 선수권 대회에서 마샤두는 다시 한번 은메달을 획득했다.
그녀는 1999년 세비야에서 열린 세계 육상 선수권 대회에서 7위를 했지만, 다음해 시드니에서 열린 하계 올림픽에서 21위에 머물렀다.
마샤두는 스포팅 클루브 데 브라가를 대표했다.